# Lynne Cox
Lynne Cox (født 1. januar 1957) er en amerikansk åbent vand-svømmer og forfatter. Hun har to gange haft rekorden i svømning over Den Engelske Kanal (9 timer og 57 min i 1972 og 9 timer og 36 min i 1973).
I 1975 blev Cox den første kvinde der svømmede den 26 km lange tur i 10 °C koldt vand over Cookstrædet i New Zealand. I 1976 blev hun den første person der svømmede over Magellanstrædet i Chile og den første der svømmede tundt om Cape Point i Sydafrika.
Lynne Cox er nok bedst kendt for i 1987 at svømme over Beringstrædet fra Lille Diomede Ø i Alaska til Store Diomede Ø i det daværende Sovjetunionen, hvor vandtemperaturen var omkring 4 °C. På det tidspunkt var det ikke tilladt for de folk der levede på Diomedeøerne (3,7 km fra hinanden) at se hinanden, selvom mange havde familie, der boede på den anden ø. Hendes bedrift blev rost af både Ronald Reagan og Mikhail Gorbatjov.
En af hendes andre bedrifter var en svømmetur i vandet ved Antarktis. Hun var i vandet i 25 minutter og tilbagelagde en strækning på ca. 1,7 km. Hendes bog om oplevelsen, Swimming to Antarctica, blev udgivet i 2004.
Hendes anden bog, Grayson, fortæller i detaljer om hendes møde med en baby gråhval under en tidlig morgensvømmetur ud for Californiens kyst. Den blev udgivet i 2006.
I august 2006 svømmede hun over Ohio River i Cincinnati fra Serpentine Wall til Newport, Kentucky for at sætte fokus på planer om at nedbringe standarder for vandkvaliteten i Ohio River.
Asteroiden 37588 Lynnecox blev navngivet til ære for hende. 

## Bøger
- Swimming to Antarctica, Alfred A. Knopf, 2004 ISBN 0-15-603130-2

- Grayson, Alfred A. Knopf, 2006 ISBN 0-307-26454-8.